# Jephtah's Daughter: A Biblical Tragedy
Jephtah's Daughter: A Biblical Tragedy er en amerikansk stumfilm fra 1909.